# Arealpahalli, Nagamangala
Arealpahalli là một làng thuộc tehsil Nagamangala, huyện Mandya, bang Karnataka, Ấn Độ.